# Aleuroplatus joholensis
Aleuroplatus joholensis là một loài côn trùng cánh nửa trong họ Aleyrodidae, phân họ Aleyrodinae.
Aleuroplatus joholensis được Corbett miêu tả khoa học đầu tiên năm 1935.